# Gourdon (Ardèche)
Gourdon  ist eine französische Gemeinde mit 78 Einwohnern (Stand 1. Januar 2022) im Département Ardèche in der Region Auvergne-Rhône-Alpes.

## Geographie
Das Gebirgsdorf Gourdon liegt im östlichen Teil des Zentralmassivs in den Gebirgszügen der Cevennen. Das Dorf liegt im Regionalen Naturpark Monts d’Ardèche. Der Luol, ein linker Nebenfluss der Ardèche entspringt auf dem Gebiet der Gemeinde.

### Bevölkerungsentwicklung
| Jahr                       | 1962 | 1968 | 1975 | 1982 | 1990 | 1999 | 2009 | 2018 |
| Einwohner                  | 167  | 133  | 99   | 96   | 83   | 79   | 92   | 84   |
| Quellen: Cassini und INSEE |      |      |      |      |      |      |      |      |